# 奧克格羅夫村 (密蘇里州)
奧克格羅夫村（英語：Oak Grove Village）是位於美國密蘇里州富蘭克林縣的村。

## 人口
根據2020年美國人口普查的數據，奧克格羅夫村的面積為1.59平方千米，皆為陸地。當地共有人口412人，而人口密度為每平方千米259人。